# San Gabriel (California)
San Gabriel è un comune (city) degli Stati Uniti d'America della contea di Los Angeles nello Stato della California. Deve il suo nome alla Missione dell'Arcangelo Gabriele, fondata da Junípero Serra. La città è cresciuta verso l'esterno dalla missione e nel 1852 è diventata una township della contea di Los Angeles. San Gabriel è stata incorporata nel 1913. Il motto della città è "Una città con una missione" ed è spesso chiamata il "luogo di nascita" dell'area metropolitana di Los Angeles. La popolazione era di 39 718 persone al censimento del 2010.

## Geografia fisica
San Gabriel è situata a 34°05′39″N 118°05′54″W (34.094176, -118.098449).
Secondo lo United States Census Bureau, ha un'area totale di 4,146 mi² (10,74 km²).

## Società

### Evoluzione demografica
Secondo il censimento del 2010, c'erano 39 718 persone.

### Etnie e minoranze straniere
Secondo il censimento del 2010, la composizione etnica della città era formata dal 25,4% di bianchi, l'1,0% di afroamericani, lo 0,6% di nativi americani, il 60,7% di asiatici, lo 0,1% di oceanici, il 9,5% di altre razze, e il 2,9% di due o più etnie. Ispanici o latinos di qualunque razza erano il 25,7% della popolazione.